# Pervillaea brevirostris
Pervillaea brevirostris är en oleanderväxtart som beskrevs av Klack.. Pervillaea brevirostris ingår i släktet Pervillaea och familjen oleanderväxter. Inga underarter finns listade i Catalogue of Life.